# Кальпиди, Виталий Олегович
Вита́лий Оле́гович Кальпи́ди (род. 18 мая 1957, Челябинск) — русский поэт, культуртрегер, издатель, философ поэзии, литературный критик, видеоблогер.

## Биография
Родился 18 мая 1957 года в Челябинске.
В 1974 году учился на филфаке Пермского университета. В семнадцать лет был отчислен с первого курса университета «как идеологически незрелый», работал грузчиком, кочегаром. Жил в Перми (около 15 лет), Свердловске, с 1990 года снова в Челябинске.
Публиковался в журналах «Юность», «Знамя», «Урал», «Литературная учёба», «Родник», «Лабиринт-Эксцентр». Составитель антологий «Современная уральская поэзия (1978—1996)», «Антология современной уральской поэзии (1997—2003)», «Антология современной уральской поэзии (2003—2011)».
В 1980—1990-х годах был лидером уральского литературного андерграунда. Является создателем вместе с Павлом Печенкиным и Владиславом Дрожащих первого в СССР полноценного свободного поэтического видеоарта (видеопоэзия) — слайд-поэмы «В тени Кадриорга». Кальпиди — автор и вдохновитель ряда масштабных литературных акций. Организатор пермского городского Клуба поэзии (1987), инициатор издания книг неофициальных уральских авторов (серия «Классики пермской поэзии», 1992—1993). Подготовил к изданию семьдесят книг уральских поэтов. Творчество Кальпиди послужило основанием и стимулом создания «Уральской поэтической школы» (УПШ).
В октябре 2013 года в свет вышла подготовленная В. О. Кальпиди энциклопедия «Уральская поэтическая школа». Соавтор проекта «ГУЛ» (Галерея уральской литературы), имеющего целью создание на Урале поэтического кластера.[значимость факта?]
Автор и идеолог проекта «Русская поэтическая речь-2016» (в редколлегию проекта кроме Кальпиди вошли М. Волкова и Д. Кузьмин).[значимость факта?] Стихи переведены на 15 языков.[значимость факта?]

## Награды
- Премия Академии русской современной словесности им. Аполлона Григорьева за книгу «Ресницы» (1997).
- Премия им. Б. Пастернака за книгу «Хакер» (2003).
- Большая премия «Москва-Транзит» (2004).
- Премия «Slovo» (2010).
- Премия ЛитератуРРентген-2011.
- Премия им. П. П. Бажова за книгу «IZBRANNOE» (2015).
- Специальная международная Волошинская премия в номинации «Лучшая поэтическая книга за 2015 год на русском языке» за книгу «IZBRANNOE» (2016).
- Премия им. Андрея Белого (2017).
- Премия журнала «Урал» в номинации «Лучшая поэтическая публикация 2017 г.» за подборку стихов из книги «Русские сосны».
- Премия им. П. П. Бажова за проект «Антология современной уральской поэзии», 2018 г.

## Отзывы
Глубинная связь с духом символизма многое объясняет в поэзии Кальпиди. Одна из её коренных особенностей — острая персонифицированность лирического «я». Лирическое «я» Кальпиди героично в своих манифестациях. Всерьез, без иронии. Лирика Кальпиди даёт художественно убедительный пример того зрелищного понимания биографии, о котором писал Пастернак как о родовой романтической отметине символизма. В стихах Кальпиди возрождается мистическое чувство как основа художественной воли. — Владимир Абашев.

Иногда причисляемый к «метаметафористам», Кальпиди — поэт отчетливо трагического мироощущения. Язык его поэзии поражает своей широтой и способностью визуализировать. От Парщикова и вообще от традиции «метаметафоризма» у Кальпиди: работа с фигурами виртуальности — взгляд и течение способны существовать вне глаз и реки, собака бежит внутри свой клички, тяжесть действует как самостоятельное юридическое лицо. От Бродского: глубина дыхания, беспредельность синтаксиса и ощущение силы. Если мерить поэтов, как двигатели, то после смерти нобелиата Иосифа вряд ли кто из текущих стихотворцев может по мощности сравниться с Кальпиди. Прибавьте к этому уникальный по широте словарь, каменную уральскую крутость и виртуозное владение внутритекстовой рефлексией: первые сборники Виталия поражали обилием вставок типа «здесь пауза». С годами стихи Кальпиди стали немного проще стилистически и гораздо глубже, что говорит о несомненном приобретении опыта. Без его пронзительной лирики невозможно представить себе русскую поэзию, а что уж говорить об уральской поэзии — она вся «проистекает» более-менее от Кальпиди… — Вячеслав Курицын

## Книги
- Густое. Книга поэзии. «Кабинетный учёный» (Москва — Екатеринбург), 2020. 126 с.
- Философия поэзии. Челябинск: Издательство М. Волковой, 2019. — 512 с.
- Русские сосны. Челябинск: Издательство М. Волковой, 2017. 120 с.
- IZBRANNOE = Избранное. Челябинск: Издательство М. Волковой, 2015. 400 с.
- В раю отдыхают от бога. Челябинск (Издательство М. Волковой, серия «ГУЛ»), 2014.
- Контрафакт. Москва, АРГО-РИСК, 2010.
- Контрафакт. «Урал», № 7, 2007.
- Хакер. Челябинск: Галерея, 2001. 104 с.
- Запахи стыда, Пермь-Челябинск-Екатеринбург, 1999.
- Ресницы. СПб.: Пушкинский фонд, 1998.
- Ресницы. Челябинск: Автограф, 1997. 80 с.
- Мерцание: Стихи с автокомментариями. Пермь, 1995.— 140 с., 2 000 экз.
- Стихотворения. Пермь: Арабеск, 1993. 104 с.
- Аутсайдеры-2. Пермь: 1990.— 112 с., 5 000 экз.
- Пласты. Свердловск: 1990. — 192 с., 7 000 экз.